# ピアッジオ・ポーター
ポーター（Porter）はイタリアで販売されている軽トラックベースの小型トラックである。

## 初代
ダイハツ・ハイゼット（旧型）と同じ車両で、違いはフロントバンパーのデザインが異なるほか、左ハンドル仕様で販売されている。1992年に生産、翌年に代表的なモデルが販売された。ヨーロッパの公認の衝突試験に耐えるために、フロントセクションは強化鋼を使用して再設計および強化されている。最初の3つのバージョンは、商品輸送用のパネルバン、人とピックアップの輸送用の4席のガラス張りのバンで、すべてダイハツ製の1000 ccの3気筒ガソリンエンジンを搭載していた。追加バージョンは、アクセスが困難なイタリアの村を対象とした救急車モデルであった。
1995年には、ロンバルディーニ製の1200 ccの4気筒ディーゼルエンジンを搭載したバージョンが発表された。同年、ガソリンのバージョンが変更され、マルチポイント電子噴射と触媒コンバーターが搭載され、4番目のバージョンであるティッパープラットフォーム付きピックアップのポーターティッパーが両方のエンジンで利用可能になった。

## 二代目

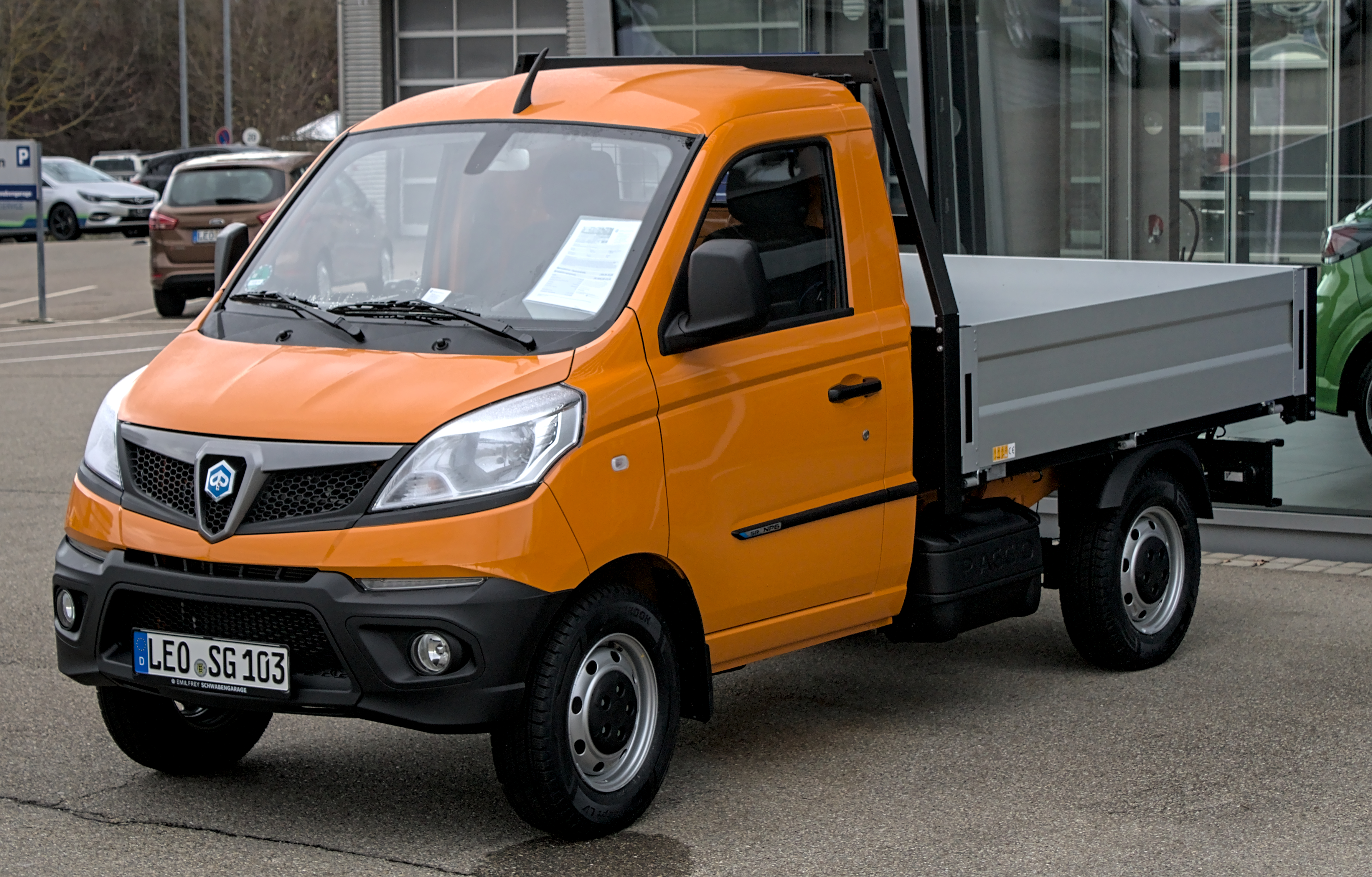
トラックの二代目モデル

第二世代のポーターは、日本で販売されているハイゼット・トラックとは別の、刷新されたデザインのトラックとなった。デザインはピアッジオによって完全に再設計されている。ハイゼット・トラックのパーツは使用されていない。